# Арефин, Степан Фёдорович
Степан Фёдорович Арефин (19 декабря 1922, Боголюбовка, Уссурийский район — 2006, Уссурийск, Приморский край) — приморский художник, реалист, живописец, художник театра. Заслуженный художник РФ (1999), Член Союза художников России (1943).

## Биография
Родился 19 декабря 1922 года в селе Боголюбовка Михайловского района Приморского края.
В 1930 году переехал в Уссурийск с родителями. По окончании восьмого класса средней школы начал работать в Уссурийском Доме Красной Армии сначала учеником художника, а потом художником. Семь лет обучался в студии военных художников Хабаровского Дома Красной Армии ДВ военного фронта.
В 1941 году призван в армию на действительную службу (г. Хабаровск, студия военных художников ДОФ Красной Армии).
C 1943 года — начал выставочную деятельность, участие в окружных художественных выставках, позже в республиканских и всесоюзных.
В 1943 году — Член Союза художников России.
В 1945 году — участие в войне с Японией и маньчжурском походе в Китай.
В 1947 году создал творческую группу художников и художественную мастерскую в Уссурийске, позже стал главным художником Уссурийского драмтеатра (1963—1972).
В 1948 — член Приморского отделения Союза художников РСФСР, участник сначала краевых, а затем зональных, республиканских и всесоюзных
выставок.
В 1972—1977 работал художником-постановщиком краевого драмтеатра им. А. М. Горького во Владивостоке, а затем главным художником владивостокского Театра юных зрителей (1977—1987).
В 1987—1999 — главный художник Приморского Академического краевого драматического театра им. А. М. Горького.
Участвовал в окружных, республиканских и всесоюзных художественных выставках, в выставках театрально-декорационного искусства.
Умер в 2006 году в Уссурийске.

## Художественная деятельность
Начинал свой творческий путь как живописец.
25 лет проработал в театре Главным художником, а последние годы жизни посвятил только станковой живописи, среди которой натюрморту отведено особое место. В его работах знакомые предметы обрели новое «звучание» и такими сохранились для потомков.

## Награды, признание
- Диплом Министерства культуры РСФСР за картину «На прогулке» (1951).

- Диплом Министерства культуры РСФСР за серию пейзажей Приморья (1954).

- Диплом Министерства культуры РСФСР за оформление спектакля «Мещане» (1968).

- Почётная грамота полномочного представителя Президента РФ в Приморском крае за большой вклад в развитие театрального искусства (1997).

- Почётная грамота администрации Приморского края за многолетний добросовестный труд и личный вклад в развитие театрального искусства Приморья (1997).

- Почётное звание «Заслуженный художник России» (1999).